# اضطراب حركة المرآة
اضطراب حركة المرآة (congenital mirror movement disorder)، مرض جيني عصبي نادر، غالباً ما يكون في أطراف الجسد العلوية، عند الحركة الإرادية في جانبٍ واحد من الجسد يقوم الجانب الأخر بذات الحركة في الوقت نفسه لا إرادياً.
إعادة تمثيل الحركات لا إراديا تكون أضعف وأبطأ بكثير من الحركات الإرادية، فعندما يقوم الشخص بحمل حقيبة مثلاً، تقوم اليد الأخرى بإعادة الحركة في الوقت نفسه لكن بقوة أقل. لم يتم ربط هذا الاضطراب بأي مرض عصبي اخر أو إعاقة إدراكية، و لا يوجد علاج أو أي وسيلة لإبطاء وتحسين الأعراض حتى الآن. ويبدأ اضطراب حركة المرآة بالظهور في الحضانة أو الطفولة المبكرة، وغالباً ماتختفي أعراضه عند البلوغ أو ماقبله، و من النادر أن يبقى بعد ذلك، وإن بقي لا تتحسن أو تسوء أعراضه مع الوقت غالبا.
المعانون من هذه الحالة يواجهون صعوبة شديدة في آداء المهام التي تتطلب الدقة وتحريك اطراف الجسد بتناسق، كعزف آلة موسيقية تتطلب كلتا اليدين، أو النقر على لوح مفاتيح، طوال حياتهم، كما يعاني هؤلاء المرضى من آلام ناتجة عن مدة استخدامهم الطويلة لهذه العضلات، وبذلك تكون الحياة أصعب. ويؤثر الاضطراب على أقل من 1 في مليون شخص. وبسبب ندرته قال الباحثون أن بعض المتأثرين بشكل طفيف قد لا يتم تشخيصهم أبدا. من المهم عدم الخلط بين اضطراب حركة المرآة، مرض جيني عصبي نادر، و اضطراب حركة المرآة المكتسب الذي يظهر نفسه في حياة الفرد لأسباب أخرى (مثل السكتة الدماغية).
لدى الاضطراب تأثيرات شديدة ملحوظة لقدرة المريض على تأدية المهام اليومية مما يجعله مهما للوالدين وضع طفلهما المريض في بيئة أكثر مسامحة لمن لديهم مثل هذه الأعراض، وتقليل ما يصعب عليهم مثل الواجبات التي تتطلب الكتابة بخط اليد، والتي تسبب آلاماً وضغوطاً عليهم، و ينصح الشباب باختيار بيئة عمل مناسبة لا تتطلب تناسقاً في الحركة لتقليل الألم وعدم الراحة، بسبب ندرة هذا المرض فإن أهميته الاجتماعية والحضارية محدودة جداً.

## التشخيص
حاليًا، يعتمد التشخيص السريري لاضطراب اضطراب حركة المرآة على النتائج السريرية أو الفحوص الجينية الجزيئية.
النتائج السريرية (العلامات والأعراض): 
- ظهور حركات المرآة في مرحلة الطفولة أو الطفولة المبكرة
- استمرار حركات المرآة في مرحلة البلوغ واستمرارها مع عدم وجود اضطرابات عصبية أخرى
- تحسن طفيف أو تدهور في حركات المرآة على مدار حياة المريض
- زيادة شدة حركات المرآة مع اضطراب في الحركة الإرادية
- حركات المرآة اللاإرادية التي تكون عمومًا ذات سعة أقل مقارنةً بالحركات الإرادية
- سيادة حركات المرآة في الأطراف العلوية، مع زيادة شدتها في الملحقات البعيدة (الأصابع)
- عدم القدرة على أداء المهام التي تتطلب مهارة في التنسيق اليدوي ثنائي الجانب
- ألم عرضي في الأطراف العلوية أثناء ممارسة الأنشطة اليدوية المطولة
- حركات مرآة تحت سريرية ملحوظة من حين لآخر، ويمكن اكتشافها باستخدام قفازات مقياس التسارع

الفحوص الجينية الجزيئية
- تحديد طفرات متغايرة الزيجوت في جين دي سي سي أو دي إن إيه إل 4 أو آر إيه دي 51 (اختبار الجين الواحد أو اللوحة متعددة الجينات)

## العلاج
لاضطراب حركة المرآة تأثيرات شديدة واضحة على قدرة المريض على تنفيذ المهام اليدوية اليومية. يوصى بوضع الأطفال في أوساط مدرسية أكثر تسامحًا، بحيث تتيح مزيدًا من الوقت للتقييمات الكتابية مع الحد من المهام المكتوبة بخط اليد، لتخفيف عبء اضطراب الحركة. بالإضافة إلى ذلك، نظرًا لعدم قدرة المرضى على أداء حركات أحادية الجانب بشكل جيد وصعوبة أداء المهام التي تتطلب تنسيقًا يدويًا ماهرًا، يجب تشجيع الأعضاء الشباب والجدد في القوى العاملة على النظر في المهن التي لا تتطلب حركات يدوية معقدة أو حركات يد متكررة أو مستمرة لتقليل الاستخدام المفرط والحد من الألم وعدم الراحة في الأطراف العلوية.
بسبب العلامات والأعراض الواضحة والملحوظة بشكل واضح، يمكن أن يعاني مرضى اضطراب حركة المرآة من وصمة العار الاجتماعية؛ ومع ذلك، يجب أن يوضح الأطباء للآباء والعائلة والأصدقاء أن الاضطراب لا علاقة له بالقدرات الفكرية. مع ذلك، بسبب ندرة هذا المرض العصبي، الذي يصيب واحد من كل مليون شخص، تعد أهميته الاجتماعية والثقافية محدودة للغاية.